# Xysticus minor
Xysticus minor är en spindelart som beskrevs av Dmitry Evstratievich Kharitonov 1946. Xysticus minor ingår i släktet Xysticus och familjen krabbspindlar. Inga underarter finns listade i Catalogue of Life.